# Fossa d'isolamento
Fossa d'isolamento (The Children of Light) è un romanzo di fantascienza del 1960 dello scrittore britannico Henry Lionel Lawrence.
Dal romanzo è stato tratto il film Hallucination (The Damned) del 1963 diretto da Joseph Losey.

## Trama
Simon Largwell, ricercato ingiustamente per l'omicidio della moglie, durante sua fuga, accompagnato da Joan, giovane sbandata, capita per caso all'interno di un campo militare segretissimo. Scoprirà che al suo interno sono ospitati 14 bambini, gli unici esseri umani che pare siano immuni alla malattia, tenuta ancora segreta, che sta colpendo l'umanità: a causa degli esperimenti nucleari non avvengono più nascite.
Per mantenere il segreto, il governo britannico arriva ad uccidere anche il giornalista che indaga sul caso e che ha scoperto questo segreto, mentre Simon e Joan rimarranno forzati ospiti dell'ospedale militare che li ha in cura.

## Edizioni
Il romanzo è stato pubblicato nel settembre 1962 nel numero 290 e nell'ottobre 1972, nel numero 603, della collana Urania. Il romanzo è stato inoltre pubblicato nel novembre 1979 nel numero 32 della collana Classici Fantascienza della Arnoldo Mondadori Editore. Le copertine delle tre edizioni sono state realizzate tutte da Karel Thole.
- Henry Lionel Lawrence, The Children of Light, 1960.
- Henry Lionel Lawrence, Fossa d'isolamento, collana Urania n° 290, Arnoldo Mondadori Editore, 1962.
- Henry Lionel Lawrence, Fossa d'isolamento, collana Urania n° 603, Arnoldo Mondadori Editore, 1972.
- Henry Lionel Lawrence, Fossa d'isolamen, traduzione di Bianca Russo, collana Classici Fantascienza n° 32, Arnoldo Mondadori Editore, 1979,  p. 171.